# مایکل کاکرن
مایکل کاکْرِن (انگلیسی: Michael Cochrane؛ زادهٔ ۱۹ مهٔ ۱۹۴۷) بازیگر اهل بریتانیا است. وی در مدرسه شبانه‌روزی کرانلی درس خواند.

تخصص او در ایفای نقشِ شخصیت‌های کلاس‌بالا، شیک و مؤدب است.

## گزیدهٔ آثار

### سینما
- بانوی آهنی (۲۰۱۱)
- وفاداری از نوع دیگر (۲۰۰۴)
- قدیس (۱۹۹۷)

### تلویزیون
- دانتون ابی (۲۰۱۵–۲۰۱۱)
- مارگارت (۲۰۰۹)
- راهی طولانی تا فینچلی (۲۰۰۸)
- ناخوانده (۱۹۹۷)
- شارپ (۱۹۹۳)
- دکتر هو (۱۹۸۹–۱۹۸۲)